# گروسروسلن
گروسروسلن (به آلمانی: Großrosseln) یک شهر در آلمان است که در زاربروکن واقع شده‌است. گروسروسلن ۸٬۹۲۸ نفر جمعیت دارد.